# Fokker D II
Die Fokker D II (Werksbezeichnung M 17) war ein deutsches Jagdflugzeug des Ersten Weltkriegs und der erste von der Fliegertruppe des Kaiserreiches verwendete Doppeldecker mit Rotationsantrieb. Zwischen 28 und 50 Stück wurden von den k.u.k. Luftfahrtruppen Österreich-Ungarns unbewaffnet als B II für Aufklärungszwecke verwendet.

## Entwicklung
Die D II wurde vom Fokker-Chefkonstrukteur Martin Kreutzer zeitgleich mit der D I um die Jahreswende 1915/1916 als Reaktion auf das Erscheinen von französischen und britischen Doppeldeckern an der Westfront entworfen. Die beiden Muster war weitgehend identisch und unterschieden sich nur durch die verwendeten Antriebe. Während die D I einen wassergekühlten Reihenmotor erhielt, wurde die D II mit einem luftgekühlten Umlaufmotor ausgestattet. Kreutzer experimentierte mit verschiedenen Bauweisen und konstruierte je einen ein- und zweistieligen Prototypen mit unterschiedlicher Spannweite. Das erste Exemplar mit der Werknummer 433 war ein kleiner kompakter Doppeldecker mit 80-PS-Triebwerk, deren obere Tragfläche mit der Rumpfoberseite abschloss. Beim zweiten mit der Werknummer 499, in den Maßen größer gehaltenen und mit einem 100-PS-Motor stärker motorisiert, befand sich der Oberflügel abgestrebt über dem Rumpf. Beide Versuchsmuster erschienen Anfang 1916 und wurden nach der Werkserprobung im April des Jahres der Deutschen Versuchsanstalt für Luftfahrt in Berlin-Adlershof überstellt, wo die Festigkeitsprüfungen durchgeführt wurden. Die Tauglichkeitsbescheinigung wurde im Juni 1916 zeitgleich zur D I erteilt. Die deutsche Fliegertruppe bestellte 181 D II der zweistieligen Ausführung, die in fünf Baulosen produziert und zwischen Juli 1916 und März 1917 ausgeliefert wurden. Eine D II musste im Oktober 1916 auf dem Gebiet der neutralen Schweiz notlanden und wurde einbehalten. Zwischenzeitlich von der Schweizer Fliegertruppe verwendet, kam das Flugzeug mit der Werknummer 828 im Mai 1921 in den Besitz eines zivilen Eigners und flog noch bis zum Oktober 1923.
Die kaiserliche Marine erhielt eine D II und übernahm später noch sechs gebrauchte von der Fliegertruppe.
Die k.u.k. Luftfahrtruppen entschieden sich größtenteils für die einstielige Variante und beschafften 22 Stück inklusive des zweistieligen Prototyps, die als 03.61–03.83 registriert wurden. Dazu kamen noch sechs zweistielige Flugzeuge mit den Nummern 03.55–03.60. Die in Österreich-Ungarn als B II genutzten M 17 flogen ausnahmslos unbewaffnet, lediglich ein Flugzeug erhielt zu Testzwecken ein Bergmann lMG 15 nA.

## Konstruktion
Die Fokker D II ist ein ein- oder zweistieliger, verspannter Doppeldecker in Gemischtbauweise mit rechteckigem Rumpf, bestehend aus einem mit Draht ausgekreuzten Stahlrohrgerüst und am Heck in einer senkrechten Schneide auslaufend. Der Motorbereich ist mit Blech beplankt, der restliche Teil mit Stoff bespannt. Das Tragwerk besteht aus stoffbespannten Holzgerüsten ohne Querruder; die Quersteuerung erfolgt durch Verwindung. Die Tragflächen sind durch I-Stiele miteinander verbunden. Die zweistielige Ausführung besitzt einen Baldachin aus Stahlrohren mit stromlinienförmiger Holzverkleidung, Das Leitwerk ist ein freitragendes, stoffbespanntes Stahlrohrskelett. Das Seitenruder war anfangs auf das Rumpfheck aufgesetzt, wurde aber in der Serie an das Ende angehängt und in eine aus Stahlrohrstreben bestehende Konstruktion, die gleichzeitig den Schleifsporn trägt, integriert. Das Hauptfahrwerk besteht aus zwei Rädern auf einer durchgehenden Achse sowie mit Draht ausgekreuzten Stahlrohr-V-Streben und Gummiseilfederung. Der Sporn besteht aus Holz und ist ebenfalls gummigefedert.

## Technische Daten

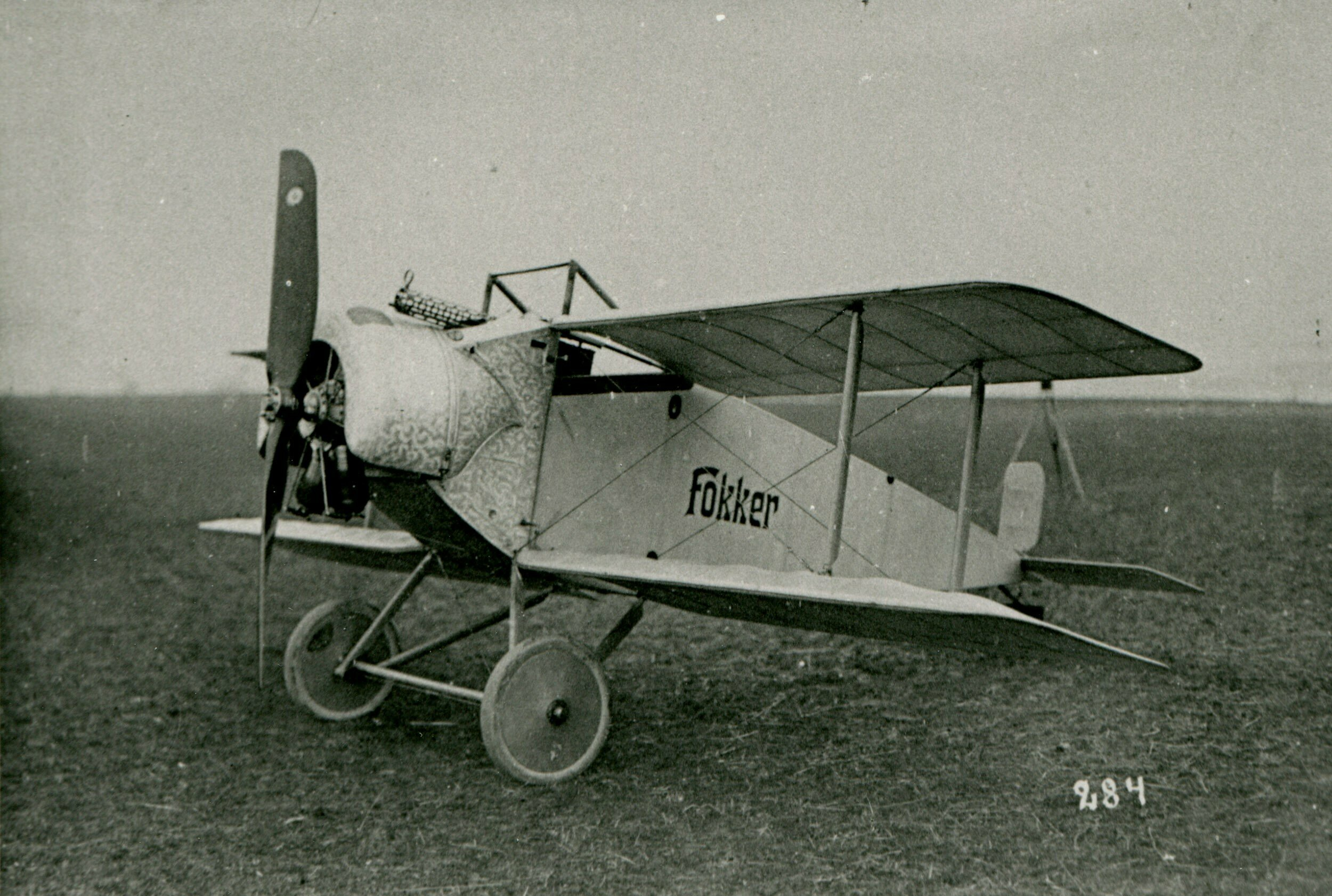
Der einstielige Prototyp, Wnr. 433

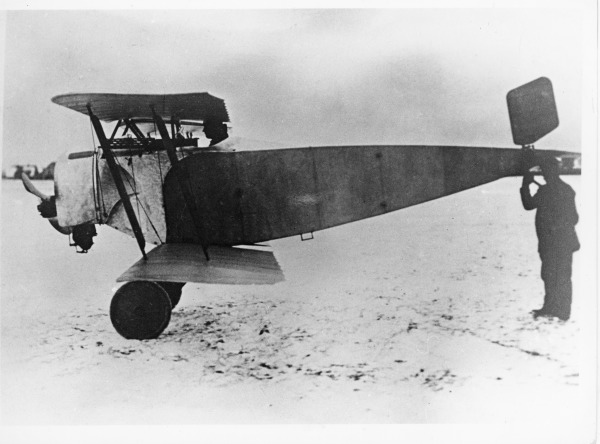
Der zweistielige Prototyp, Wnr. 499

| Kenngröße                       | Daten (D II, zweistielig)                                                                 | Daten (B II, einstielig)                                                            |
| ------------------------------- | ----------------------------------------------------------------------------------------- | ----------------------------------------------------------------------------------- |
| Besatzung                       | 1                                                                                         | 1                                                                                   |
| Spannweite                      | 8,75 m                                                                                    | 7,20 m                                                                              |
| Länge                           | 6,40 m                                                                                    | 6,20 m                                                                              |
| Höhe                            | 2,55 m                                                                                    | 2,71 m                                                                              |
| Flügelfläche                    | 18,0 m²                                                                                   | 16,0 m²                                                                             |
| Flügelstreckung                 | 4,25                                                                                      | 3,24                                                                                |
| Leermasse                       | 384 kg                                                                                    | 274 kg                                                                              |
| Startmasse                      | 576 kg                                                                                    | 481 kg                                                                              |
| Antrieb                         | ein luftgekühlter Neunzylinder-Umlaufmotor mit starrer Zweiblatt-Holzluftschraube         | ein luftgekühlter Siebenzylinder-Umlaufmotor mit starrer Zweiblatt-Holzluftschraube |
| Typ                             | Oberursel U I                                                                             | Oberursel U O                                                                       |
| Nennleistung effektive Leistung | 100 PS (74 kW) bei 1200/min 110 PS (81 kW) am Boden                                       | 80 PS (59 kW) bei 1190/min 84 PS (62 kW) am Boden                                   |
| Kraftstoffvorrat                | 85 l                                                                                      | 85 l                                                                                |
| Höchstgeschwindigkeit           | 150 km/h                                                                                  | 130 km/h                                                                            |
| Steigzeit                       | 4 min auf 1000 m Höhe 8 min auf 2000 m Höhe 15 min auf 3000 m Höhe 24 min auf 4000 m Höhe | 7 min auf 1000 m Höhe                                                               |
| Gipfelhöhe                      | 4000 m                                                                                    | 2600 m                                                                              |
| Reichweite                      | 200 km                                                                                    | 200 km                                                                              |
| Flugdauer                       | 1,5 h                                                                                     | 1,5 h                                                                               |
| Bewaffnung                      | ein starres 7,92-mm-Spandau-MG                                                            | –                                                                                   |